# 愛知県道318号宮迫今川線
愛知県道318号宮迫今川線（あいちけんどう318ごう みやばいまがわせん）は、愛知県西尾市の一般県道である。

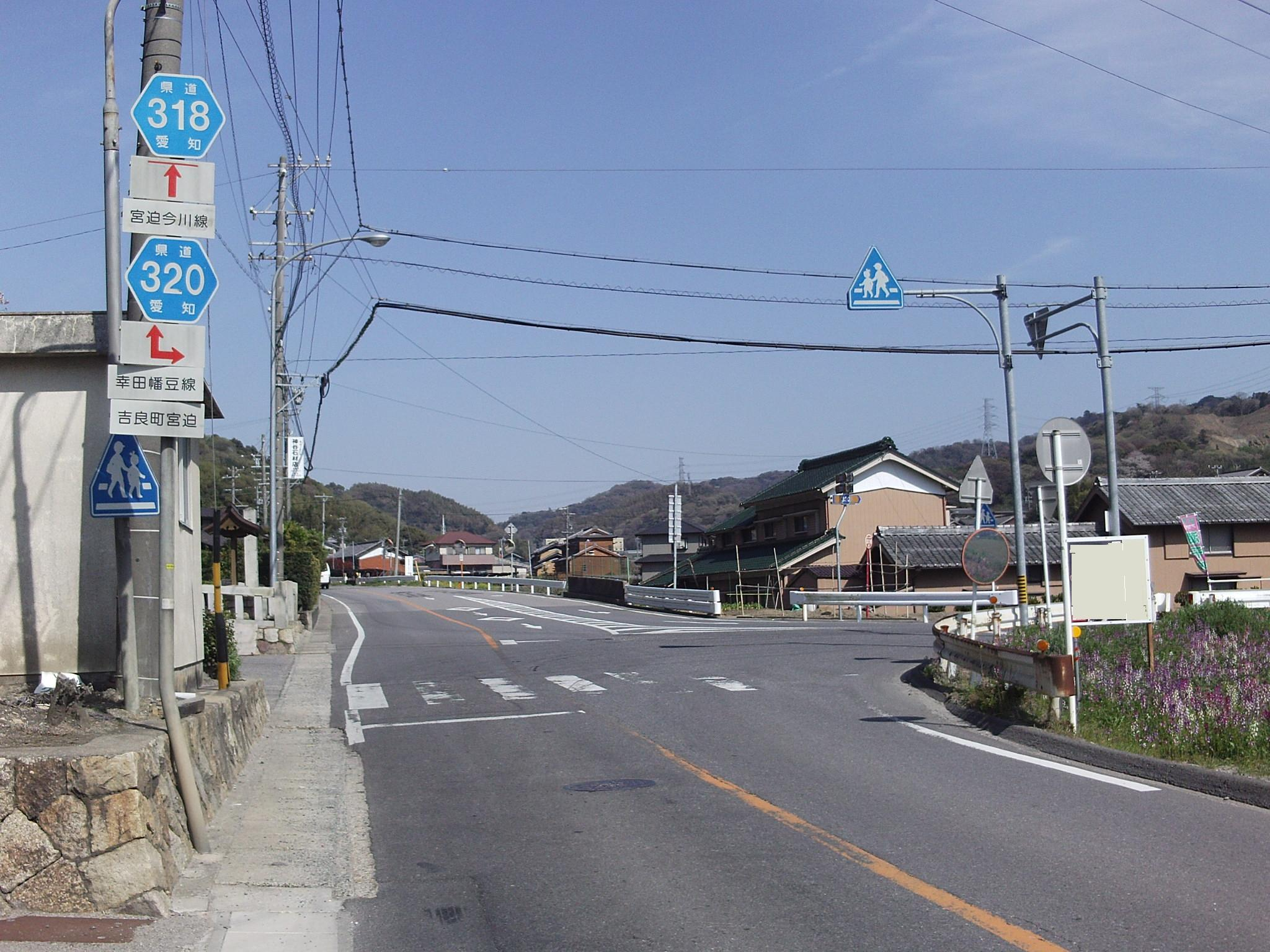
宮迫（みやば）。宮迫神明社の前。この近くに星野勘左衛門生誕の地がある。

## 概要

### 路線データ
この県道は国道とは接していない。
- 起点：愛知県西尾市（宮迫交差点）
- 終点：愛知県西尾市（矢曽根町交差点）
- 総延長：約7km

## 沿革
- 1959年12月15日：認定

## 通過する自治体
- 愛知県
  - 西尾市

## 接続道路
- 愛知県道41号西尾幸田線（宮迫交差点）
- 愛知県道320号幸田幡豆線（宮迫交差点・吉良町宮迫地内間で重複）
- 愛知県道42号西尾吉良線（寺嶋交差点）
- 愛知県道383号蒲郡碧南線（宅野島町田貝交差点、矢曽根町交差点）
- 愛知県道319号西尾環状線（今川町東交差点）
- 愛知県道317号西尾幡豆線（今川町東交差点・矢曽根町交差点間で重複）
- 愛知県道12号豊田一色線・愛知県道43号岡崎碧南線（矢曽根町交差点）